# Ida Nudel
Ida Nudel   (Novorossisk, 27 d'abril de 1931 - Holon, 14 de setembre de 2021) (hebreu: אידה נודל, rus: Ида Нудель) va ser una activista israeliana, antiga Refusenik (dissident jueva a la Unió Soviètica), coneguda com l’" Àngel de la guarda "per la seva ajuda" a presoners de Sion".

## Biografia
Ida Nudel va néixer el 27 d’abril de 1931 a Novorossiysk, Crimea, aleshores a la Unió Soviètica. Després de 16 anys de gestions davant les autoritats soviètiques, va obtenir el dret a establir-se a Israel el 1987. Va morir el 14 de setembre de 2021 als 90 anys.

## Obres
- (anglès) Ida Nudel. Hand in the Darkness: The Autobiography of a Refusenik. Grand Central Pub. 1990. ISBN 0446514454, ISBN 978-0446514453[7]